# Осада Сеста
Осада Сеста (479—478 до н. э.) — осада и взятие афинскими войсками персидского города Сеста на Геллеспонте в ходе греко-персидских войн.

## Предыстория
После битвы при Микале греческий флот отплыл на Самос. На союзном совете в Эллинский союз были приняты самосцы, хиосцы, лесбосцы и другие островитяне, сражавшиеся вместе с балканскими греками. Затем греки бросили якорь у мыса Лекта и приплыли в Абидос. Здесь пелопоннессцы во главе с Леотихидом II решили отплыть назад в Грецию. Афиняне под командованием Ксантиппа, отца Перикла, решили остаться и напасть на Сест.
Геродот пишет, что Сест — самая сильная крепость на Геллеспонте. Там жили греческое племя эолийцев, персы и множество других союзных с персами народностей. Сатрапом этой области был Артаикт.

## Осада
Афиняне приступили к осаде Сеста. Осада затянулась до поздней осени, и афиняне уже стали тяготиться долгой безуспешной осадой. К этому времени, однако, в осажденном городе начался голод. Персы с Артаиктом и Эобазом ночью сбежали из города. На следующий день жители города открыли перед афинянами ворота.

## Итоги
Часть афинского войска вступила в город, часть — пустилась в погоню за персами. Афиняне догнали персов за рекой Эгоспотамы и в стычке перебили, а остальных взяли в плен, в том числе и Артаикта.